# 梅田春実
梅田 春実（うめだ はるみ、1949年7月24日 - ）は、日本の国土交通官僚。国土交通省大臣官房総括審議官や、国土交通省鉄道局長、日本旅行業協会理事長、JR東海常勤監査役等を歴任した。

## 人物・経歴
長崎県佐世保市出身。九州大学法学部卒業。1973年運輸省入省。1991年から運輸省国際運輸・観光局観光部旅行業課長を務め、湾岸戦争による海外旅行需要の減退からの回復にあたるなどした。1995年運輸省運輸政策局観光部旅行業課長。国土交通省大臣官房文書課長等を経て、2001年国土交通省鉄道局次長。国土交通省大臣官房総括審議官を経て、2004年国土交通省鉄道局長。2006年日本旅行業協会理事長。2008年東海旅客鉄道株式会社常勤監査役。2014年株式会社ジェイアール東海ツアーズ監査役。2016年一般財団法人運輸総合研究所運営委員会委員。2020年株式会社ジェイアール東海ツアーズ顧問。2021年春の叙勲で瑞宝中綬章受章。